# رولاند كراندال
رولاند كراندال (بالإنجليزية: Roland Crandall)‏ هو رسام رسوم متحركة أمريكي، ولد في 29 أغسطس 1892 في نيو كانان في الولايات المتحدة، وتوفي في 14 أغسطس 1972 في غرينيتش في الولايات المتحدة.

## وصلات خارجية
- رولاند كراندال على موقع IMDb (الإنجليزية)
- رولاند كراندال على موقع قاعدة بيانات الفيلم (الإنجليزية)